# Burg Passy-les-Tours
Koordinaten: 47° 12′ 54,5″ N, 3° 4′ 32,5″ O
Die Burg Passy-les-Tours im Weiler (frz. hameau) Passy-les-Tours liegt im Gemeindegebiet von Varennes-lès-Narcy im französischen Département Nièvre (Region Bourgogne-Franche-Comté), sechs Kilometer nordöstlich von La Charité-sur-Loire, unweit der RN 151. Die trotz des Verfalls stattlichen Reste der in Privatbesitz befindlichen, auf Viehweiden stehenden, aber frei zugänglichen Burganlage sind seit 1927 in die Liste der Monuments historiques eingeschrieben und stehen folglich unter Denkmalschutz.

## Geschichte
Der Auftraggeber und der Baumeister der Burg Passy-les-Tours konnten bisher nicht eindeutig identifiziert werden. Der Initiator könnte Jehan de Chevenon gewesen sein, einer der erst später als Marmousets bezeichneten Berater König Karls VI., der des Öfteren, allerdings ohne Beweis, als Auftraggeber genannt wird. Diese Hypothese lässt, gemeinsam mit einer Untersuchung der Bauform, die Vermutung zu, dass der anonyme Baumeister derselbe sein könne, welcher im Auftrag eines anderen, dem Rat des Königs angehörenden Mitgliedes der Familie Chevenon den Bau der ebenfalls im Département Nièvre, 12 km südlich von Nevers, gelegenen und ähnlich gestalteten Burg Chevenon leitete.
Im Verlauf des Hundertjährigen Krieges diente Passy-les-Tours ab 1422 dem capitaine Perrinet Gessard als Hauptquartier. Dieser in englischen und burgundischen Diensten stehende Abenteurer hielt im Jahr 1429, als Verteidiger der benachbarten Stadt La-Charité-sur-Loire, der einen Monat andauernden Belagerung durch die von Jeanne d’Arc kommandierte französische Armee stand, bis Letztere bei Einbruch des Winters unter teilweiser Zurücklassung ihrer Artilleriegeschütze erfolglos abzog. Die Burganlage wurde in den Hugenottenkriegen gegen Ende des 16. Jahrhunderts größtenteils zerstört und von den damaligen und späteren Besitzern dem Verfall preisgegeben.

## Architektur

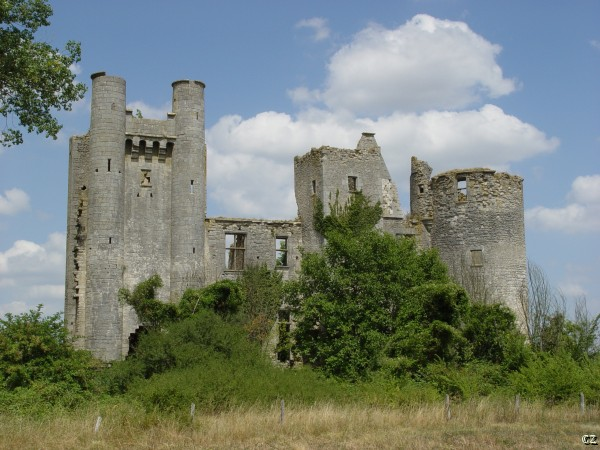
Die Burgruine Passy-les-Tours (vor 2007)

Die über einem eckigen, fast quadratischen Grundriss mit Seitenlängen von etwa 50 Metern errichtete Anlage war von vier runden Türmen flankiert, von denen einer erhalten ist. Der etwa 25 Meter hohe Donjon beherbergt das stark beschädigte Burgtor, das sich zu dem eingestürzten Eingangsgewölbe öffnete. Zwischen den runden, auf Strebepfeilern und Konsolen lastenden Tortürmen sind im oberen Bereich das Brustwehr und die Maschikuli erhalten geblieben. Das glatte Mauerwerk aus sorgfältig behauenen und gleichmäßig versetzten Quadern weist Bogen- und Schießscharten unterschiedlicher Formen auf. Die Öffnungen in der Wand des Wohntraktes haben im Obergeschoss ihre steinernen Fensterkreuze bewahrt.